# Steve Harris (Bassist)

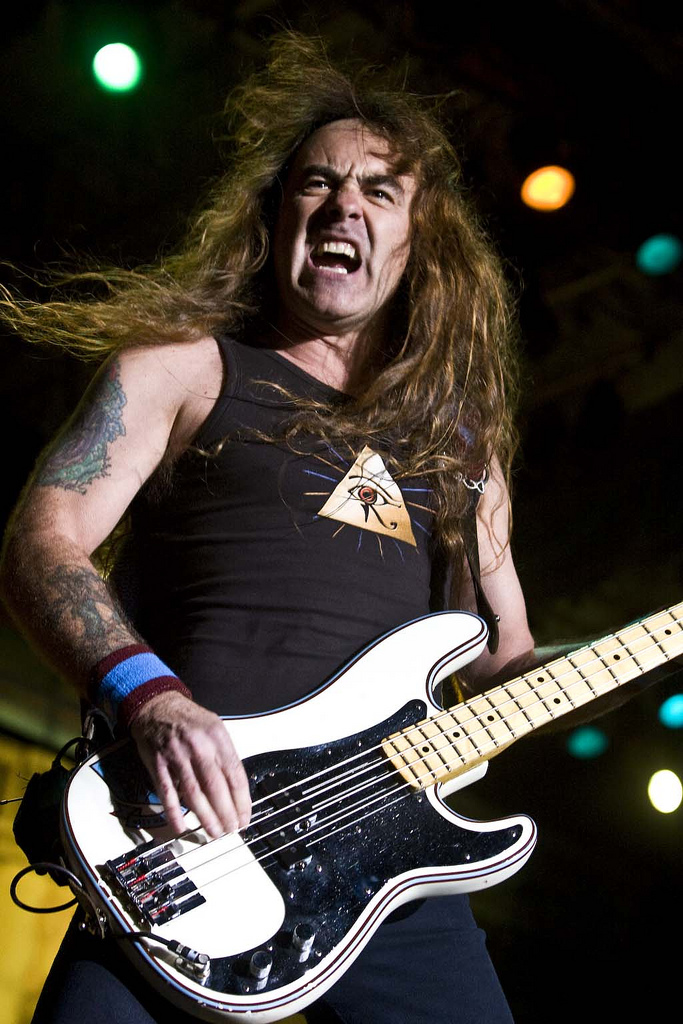
Steve Harris 2008

Stephen Percival Harris (* 12. März 1956 in Leytonstone, London, England) ist Mitgründer, Bandleader, Bassist und Songwriter der Heavy-Metal-Band Iron Maiden. Er ist heute das einzige verbliebene Gründungsmitglied der Band.

## Leben
Vor seiner Musik-Karriere spielte Harris Fußball im Jugendteam von West Ham United, wo er als vielversprechendes Talent angesehen wurde, sich aber dann doch für die Musik entschied. Harris brachte sich das Bassspielen im Alter von 17 Jahren selbst bei und wurde von diversen Musikern beeinflusst, zum Beispiel Chris Squire, Mike Rutherford, Geddy Lee, Andy Fraser und John Entwistle.
Nach seiner Tätigkeit als Bauzeichner in London startete er seine Musikerkarriere in der Band Influence, welche sich später in Gypsy’s Kiss umbenannte. Später stieg er bei der Band Smiler ein, in der alle Bandmitglieder um einiges älter waren als er selbst. Steve Harris verließ Smiler, als die anderen Bandmitglieder ihm klarmachten, dass sie eigentlich nicht an einem Bassisten interessiert seien, der ungewöhnlich viel Einsatz auf der Bühne zeigte und Songs schrieb. Daraufhin gründete Harris am 25. Dezember 1975 eine eigene Band, die später den Namen Iron Maiden erhielt und bis heute so heißt. Im Laufe der Zeit hat sich die Band zu einer der einflussreichsten Gruppen im Heavy Metal entwickelt.
Harris ist Vater von sechs Kindern, seine Tochter Lauren Harris hat ebenfalls eine Musikkarriere gestartet und trat unter anderem als Support für die A Matter of Life and Death-Tour 2006 und A Matter of the Beast-Tour 2007 von Iron Maiden auf. Sein Sohn George Harris ist Gründer und Gitarrist der britischen Band The Raven Age, die als Opening Act bei Iron Maidens The Book Of Souls World Tour 2016 auftrat.

## Stil
Steve Harris genießt hohes Ansehen in der Metal-Szene für sein schnelles und komplexes Spiel. Er spielt einen Fender Precision Bass. Der Hersteller Fender hat für ihn ein eigenes Signature-Modell aufgelegt, welches das Wappen des Fußballvereins West Ham United trägt. Ungewöhnlich für einen Metal-Bassisten ist die Verwendung von Flatwound-Saiten anstelle der sonst üblichen Roundwounds. Harris schlägt diese mit den Fingern, nicht mit einem Plektrum an. Seinen Bass verstärkt er mit einem Trace-Elliot-Vorverstärker, einer C-1-Audio-FR707-Endstufe sowie Marshall-4x12"-Boxen.

## NebenprojektBritish Lion
Am 24. September 2012 veröffentlichte Steve Harris sein erstes Soloalbum British Lion. Bereits zu dieser Zeit sah Harris das Ganze eher als Nebenprojekt mit Bandcharakter, denn als wirkliches Soloprojekt. Seitdem hat sich eine Band um Harris, Sänger Richard Taylor, Gitarrist Grahame Leslie, Gitarrist David Hawkins und Schlagzeuger Simon Dawson verfestigt. Am 17. Januar 2020 folgte das zweite Album dieser Band mit dem Titel The Burning.

## Sonstiges
„Up the Hammers“ oder „Up the Irons“ – so lauten die Sprüche der Anhänger von West Ham United – „Up the Irons“ hat sich in der Zwischenzeit als Gruß innerhalb der Iron-Maiden-Fangemeinde etabliert. Harris trägt noch heute bei Maiden-Auftritten Schweißbänder mit dem Banner von United, und überdies haben die Iron-Maiden-Fußballtrikots, in denen Iron Maiden bei Wohltätigkeitsturnieren mit einer eigenen Mannschaft antritt, große Ähnlichkeit mit jenen von West Ham United. Harris’ Leidenschaft für den Club ist außerdem auf der Rückseite des Somewhere-in-Time-Covers dokumentiert.